# Талија Милошевић
Талија Милошевић (рођ. Ђорђевић, Београд, 12. фебруар 1977) српски je научник и писац из Минхена. Доктор је биохемије.

## Биографија
Талија Милошевић је рођена у Београду, у породици оца академског сликара Мирослава Микија Ђорђевића и мајке фотографа. Љубав према уметности је корачајући кроз живот наставила да гаји, али ју је ипак поделила са науком. Име је добила по музи Талији, заштитници комедије. Од малих ногу је читала и писала, а уз баку шнајдерку Живку Филиповић неговала креативност.
Дипломирала је биохемију на Природно-математичком факултету Универзитета у Београду 2001. године, а већ 2002. је отишла у Немачку ради даљег усавршавања. Докторирала је на Универзитету „Лудвиг Максимилијан” у Минхену 2006. са највишом осеном (лат. summa cum laude).
Активнијим писањем је почела да се бави да би се, између осталог, борила против друштвених предрасуда. Ауторка је два романа – „Једна од многих” и „Девојчица и богиња”, које је објавила београдска „MediaSfera” 2024. У свом дебитантском делу „Једна од многих” Милошевић анализира положај жена у различитим контекстима и посветила га је својој баки. Потоњи је намењен деци, превасходно девојчицама, које ауторка жели да инспирише да током одрастања верују у себе. Оба романа написала је на српском, сматрајући да се човек само на матерњем језику може искрено емоционално изразити.
Била је блиска другарица певачице Ксеније Пајчин, са којом је 1990-их играла у тада веома популарним денс групама „Beat Street” и „Duck”.
Ауторка је блога www.talijamilosevic.blog, путем којег се оглашава о научним, али и уопштеним, животним темама.
Увршћена је у „Енциклопедију националне дијаспоре”, коју уређује Иван Калаузовић Иванус.
Говори енглески и немачки, а није јој стран ни руски језик.
Живи и ради у индустрији медицинских производа у Минхену.

## Научни радови
- Rac Regulates Thrombin-Induced Tissue Factor Expression in Pulmonary Artery Smooth Muscle Cells Involving the Nuclear Factor-κB Pathway (Antioxidants & Redox Signaling, 2004)[6]
- Insights into the Redox Control of Blood Coagulation: Role of Vascular NADPH Oxidase-Derived Reactive Oxygen Species in the Thrombogenic Cycle (Antioxidants & Redox Signaling, 2004)[7]
- Human Urotensin II Is a Novel Activator of NADPH Oxidase in Human Pulmonary Artery Smooth Muscle Cells (Arteriosclerosis, Thrombosis, and Vascular Biology, 2004)[8]
- The expression of the NADPH oxidase subunit p22phox is regulated by a redox-sensitive pathway in endothelial cells (Free Radical Biology and Medicine, 2005)[9]
- Redox-sensitive regulation of the HIF pathway under non-hypoxic conditions in pulmonary artery smooth muscle cells (Biological Chemistry, 2005)[10]
- The Serum- and Glucocorticoid-Inducible Kinase Sgk-1 Is Involved in Pulmonary Vascular Remodeling: Role in Redox-Sensitive Regulation of Tissue Factor by Thrombin (Circulation Research, 2006)[11]
- NOX2 and NOX4 Mediate Proliferative Response in Endothelial Cells (Antioxidants & Redox Signaling, 2006)[12]
- Reactive Oxygen Species Activate the HIF-1α Promoter Via a Functional NFκB Site (Arteriosclerosis, Thrombosis, and Vascular Biology, 2007)[13]
- NOX5 variants are functionally active in endothelial cells (Free Radical Biology and Medicine, 2007)[14]
- Urotensin-II in the lung: a matter for vascular remodeling and pulmonary hypertension? (Thrombosis and Haemostasis, 2007)[15]
- Rac-1 promotes pulmonary artery smooth muscle cell proliferation by upregulation of plasminogen activator inhibitor-1: role of NFkappaB-dependent hypoxia-inducible factor-1alpha transcription (Thrombosis and Haemostasis, 2008)[16]
- Functional analyses reveal the greater potency of preadipocytes compared with adipocytes as endothelial cell activator under normoxia, hypoxia, and TNFα exposure (Circulation Research, 2009)[17]
- Phosphodiesterase 2 Mediates Redox-Sensitive Endothelial Cell Proliferation and Angiogenesis by Thrombin via Rac1 and NADPH Oxidase 2 (American Journal of Physiology-Endocrinology and Metabolism, 2009)[18]
- Reciprocal Regulation of Rac1 and PAK-1 by HIF-1α: A Positive-Feedback Loop Promoting Pulmonary Vascular Remodeling (Antioxidants & Redox Signaling, 2010)[19]
- The HIF1 target gene NOX2 promotes angiogenesis through urotensin-II (Journal of Cell Science, 2012)[20]

## Књижевна дела
- Једна од многих – роман (MediaSfera, Београд, 2024)[21]
- Девојчица и богиња – роман за децу (MediaSfera, Београд, 2024)[22]